# Длуґоленка (Західнопоморське воєводство)
Длуґоленка (пол. Długołęka, нім. Langkafel) — село в Польщі, у гміні Новоґард Голеньовського повіту Західнопоморського воєводства.
Населення — 342 особи (2011).
У 1975-1998 роках село належало до Щецинського воєводства.

## Демографія
Демографічна структура станом на 31 березня 2011 року:
|          | Загалом | Допрацездатний вік | Працездатний вік | Постпрацездатний вік |
| -------- | ------- | ------------------ | ---------------- | -------------------- |
| Чоловіки | 173     | 43                 | 111              | 19                   |
| Жінки    | 169     | 38                 | 100              | 31                   |
| Разом    | 342     | 81                 | 211              | 50                   |